# Strangeland
Strangeland (Tierra Extraña) es el cuarto álbum de estudio de la banda británica de rock alternativo Keane. Fue publicado el 7 de mayo de 2012. Fue directo al número 1 de las listas británicas tras su lanzamiento.
El título del álbum fue anunciado el 26 de febrero del mismo año de forma extraoficial. Este es el primer álbum de estudio oficialmente como cuarteto desde la inclusión oficial de Jesse Quin a la banda. 
Keane comenzó a grabar su nuevo disco después del término del Mt. Desolation Tour, gira de promoción del proyecto alterno de Tim Rice-Oxley y Jesse Quin. Los primeros títulos de las nuevas canciones fueron revelados en una edición de abril de 2012 en la revista Q.

## Sencillos
El primer sencillo fue Silenced by the night y fue lanzado mundialmente el 13 de marzo. El segundo sencillo del cuarto disco es Disconnected, cuyo videoclip fue rodado por Juan Antonio Bayona (El Orfanato) en Barcelona y fue emitido mundialmente el 16 de abril.

## Lista de canciones[1]
La lista de canciones extraoficial fue hecha pública el 26 de febrero de 2012, por el portal de ventas por Internet, Amazon.co.uk.
Todas las canciones han sido escritas por Tim Rice-Oxley, principal compositor, Tom Chaplin, Richard Hughes y Jesse Quin.
| N.º   | Título                  | Duración |  |
| 1.    | «You Are Young»         | 03:34    |  |
| 2.    | «Silenced By The Night» | 03:16    |  |
| 3.    | «Disconnected»          | 03:57    |  |
| 4.    | «Watch How You Go»      | 03:40    |  |
| 5.    | «Sovereign Light Café»  | 03:38    |  |
| 6.    | «On The Road»           | 03:56    |  |
| 7.    | «The Starting Line»     | 04:12    |  |
| 8.    | «Black Rain»            | 03:46    |  |
| 9.    | «Neon River»            | 04:52    |  |
| 10.   | «Day Will Come»         | 03:11    |  |
| 11.   | «In Your Own Time»      | 03:43    |  |
| 12.   | «Sea Fog»               | 03:23    |  |
| 45:08 |                         |          |  |

### Bonus Tracks (sólo en ediciones Deluxe)
| N.º   | Título          | Duración |  |
| 13.   | «Strangeland»   | 4:34     |  |
| 14.   | «Run With Me»   | 3:30     |  |
| 15.   | «The Boys»      | 3:32     |  |
| 16.   | «It's Not True» | 3:49     |  |
| 60:33 |                 |          |  |

### Bonus Tracks (sólo en edición Deluxe de iTunes)
| N.º   | Título | Duración |  |
| 17.   | «Myth» | 4:55     |  |
| 65:28 |        |          |  |

## Posiciones en la lista PROMUSICAE
| Posición | 5 |

## Ediciones disponibles[2]
| Edición          | N.º de canciones | Contenido extra                                       |
| ---------------- | ---------------- | ----------------------------------------------------- |
| Edición estándar | 12               | No                                                    |
| Edición extended | 12 + 4 Bonus     | 4 Bonus tracks                                        |
| Edición deluxe   | 12 + 4 Bonus     | 4 Bonus tracks DVD Libro de fotografías por Alex Lake |
| Edición Vinilo   | 12               | Descarga en MP3 a través de keanemusic.com            |